# Stagione degli uragani atlantici del 2018

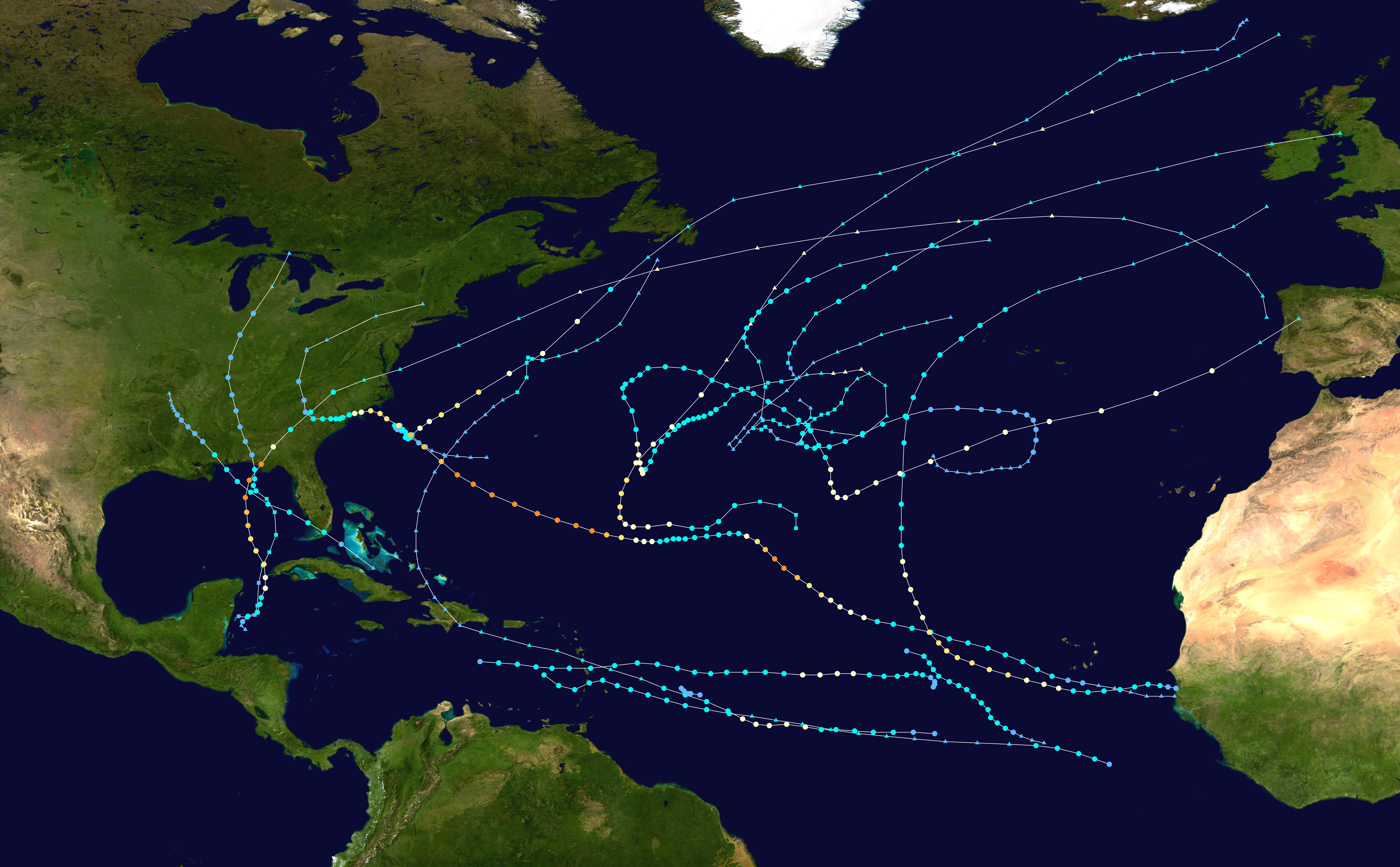
Mappa con percorso e intensità di tutte le tempeste.

La stagione degli uragani atlantici del 2018 è stata una stagione molto attiva, iniziata il 25 maggio 2018 e terminata il 31 ottobre 2018. La stagione ha prodotto 15 tempeste tropicali, delle quali 8 sono poi diventate uragani, con un'accumulated cyclone energy totale di 132. Le tempeste più distruttive sono state l'uragano Florence, che a settembre ha colpito le Caroline provocando 54 morti e danni per 24,23 miliardi di dollari, e l'uragano Michael, che ha colpito la Florida ad inizio ottobre provocando 74 morti e danni per 25,1 miliardi di dollari.